# 클로비스 문화

클로 비스 문화 이전에 사이트를 보여주는 미국지도.

클로비스 문화(Clovis culture)는 후기 빙하기 북아메리카를 중심으로 나타난 미국 원주민의 석기 문화이다.